# AbiWord
AbiWord est un logiciel de traitement de texte pour les plates-formes Unix  et BeOS lancé en 2002 et distribué sous licence GNU GPL v2.0.
AbiWord était à l'origine un produit de la société SourceGear Corporation, mais il a été entièrement confié à une équipe de développeurs volontaires.
Il y a plusieurs filtres d'import/export tels que le format RTF, le HTML, le format de MS Word (.DOC) et celui de LaTeX (le TEX) ainsi que le format OpenDocument (.odt) qui est un format ISO depuis 2006. Le format d'AbiWord utilise la norme XML (fichier .abw), comme l'OpenDocument ou les nouveaux formats de MS Office.
AbiWord dispose d'un plugin de connexion à Wikipédia.
Plus rapide et plus léger que ses homologues, eux aussi libres, OpenOffice.org Writer et LibreOffice Writer, ce traitement de texte est cependant moins complet. Abiword est l'un des rares logiciels permettant l'édition de documents textes en réseau, sans passer par internet, entre utilisateurs d'un même réseau local, depuis 2009.

## Historique des versions
- La version 1.0 est apparue le 19 avril 2002
- La version 2.0 le 15 septembre 2003
- La version 2.2 le 3 décembre 2004
- La version 2.4 le 30 septembre 2005
- La version 2.6 le 24 mars 2008
- La version 2.8 le 27 octobre 2009
- la version 3.0.1 le 23 décembre 2014
- la version 3.0.2 le 20 octobre 2016
- la version 3.0.3 le 24 octobre 2019
- la version 3.0.4 le 27 novembre 2019
- la version 3.0.5 le 3 juillet 2021[2]

Pour les plates-formes officiellement supportées, la version 1.0 n'avait pas la possibilité de faire des tableaux, ce qui a été implémenté sur la version 2.0 à cause de la forte demande.

## Edition collaborative
Abiword permet l'édition de documents en réseau local, via TCP/IP, sans passer par un navigateur web, et également, au travers d'internet, sans navigateur, via le protocole xmpp. Une fonctionnalité unique et inédite pour un logiciel de traitement de texte.